# Osínniki
Osínniki (en ruso: Оси́нники), conocida hasta 1938 como Osínovka (Оси́новка), es una ciudad en la óblast de Kémerovo. Población: 46 001 (censo de 2010); 51 057 (censo de 2002); 62 687 (censo de 1989).

## Geografía
Osínniki se encuentra en el sur del Kuzbás, a unos 25 km al sureste de Novokuznetsk y a 208 km al sureste de Kémerovo. La ciudad se extiende a lo largo de la orilla del río Kandalep hasta su confluencia con el río Kóndoma, un afluente del río Tom (en la cuenca del Ob).

## Economía
Osinniki es uno de los centros más importantes de extracción de carbón en el Kuzbás. La mina Osinnikovsky funcionó desde 1914 hasta 2001. Hay varias empresas de carbón (mina Osinnikovskaya), así como empresas de la construcción, industria ligera y alimentaria, y de construcción de máquinas (RMZ Osinnikovsky).